# Ali Mabrouk El Zaidi
Ali Mabrouk El Zaidi (13 de janeiro de 1978) é um corredor da Líbia.
El Zaidi disputou os Jogos Olímpicos de Verão de 2004, em Atenas, chegando na 39ª posição da maratona. No Campeonato Mundial de Atletismo de 2007, disputado em Osaka, El Zaidi ficou na oitava posição da mesma prova.

## Recordes pessoais
- 1500 metros - 3:47,18 min (2000) NR
- 3000 metros - 8:07,16 min (1999) NR
- 5000 metros - 13:34,99 min (2000) NR
- 10000 metros - 28:48,53 min (1999) NR
- Meia maratona - 1:02:39 h (1998) NR
- Maratona - 2:14:49 h (2007) NR